# Phú Thịnh, huyện Tân Phú
Phú Thịnh là một xã thuộc huyện Tân Phú, tỉnh Đồng Nai, Việt Nam.
Xã có diện tích 26,49 km², dân số năm 1999 là 9083 người, mật độ dân số đạt 343 người/km².

## Hành chính
Xã Phú Thịnh được chia thành 7 ấp: 1, 2, 3, 4, 5. 6. 7.

## Lịch sử
Trước năm 2016, xã Phú Thịnh được chia thành 10 ấp: 1, 2, 3, 4, 5. 6. 7, 8, 9, 10.
Ngày 11 tháng 8 năm 2017, Uỷ ban Nhân dân tỉnh Đồng Nai ban hành Quyết định 2817/QĐ-UBND, trong đó:
- Sáp nhập ấp 2 vào ấp 1.
- Thành lập ấp 2 mới trên cơ sở ấp 8 và ấp 9.
- Sáp nhập một phần ấp 10 vào ấp 3.
- Sáp nhập phần còn lại của ấp 10 vào ấp 4.